# Aires Ali
Aires Bonifácio Baptista Ali (Unango, 6 dicembre 1955) è un politico mozambicano.
È stato Primo ministro del Mozambico dal gennaio 2010 all'ottobre 2012.
Nel corso della sua carriera politica è stato anche Governatore della Provincia di Inhambane dal 2000 al 2004 e Ministro dell'educazione dal 2005 al 2010.